# Талиця (Совєтський район)
Та́лиця (рос. Талица) — село у складі Совєтського району Алтайського краю, Росія. Адміністративний центр та єдиний населений пунктТалицької сільської ради.

## Населення
Населення — 531 особа (2010; 601 у 2002).
Національний склад (станом на 2002 рік):
- росіяни — 97 %